# Cindy Marcelin
Nathaniella Cindy Marcelin (ur. 1990) – maurytyjska zapaśniczka walcząca w stylu wolnym. Srebrna medalistka igrzysk Wysp Oceanu Indyjskiego w 2023 i brązowa w 2007 roku.